# Federico Gil Solá
Federico Gil Solá (Buenos Aires, 2 de julio de 1962) es un músico y baterista de rock argentino, mayormente conocido por haber formado parte del trío Divididos entre 1990 y 1994. Con Solá, Divididos grabó dos de sus álbumes más importantes, Acariciando lo áspero en 1991 y La era de la boludez en 1993. Es autor de la letra de la clásica canción de Divididos «¿Qué ves?».

## Biografía
Federico empezó a tocar la batería a los once años en Buenos Aires. Al poco tiempo se tuvo que exiliar a Estados Unidos con su familia por razones políticas. Ya en Berkeley, California, formó su primer grupo, “Young Adults”, con quienes tocaba en el circuito under de San Francisco, compartiendo cartel con bandas como los Dead Kennedys y Avengers.
En el año 1983 graba su primer disco, "In a Chamber" con la banda Wire Train, elegido por Bono de U2 como disco revelación; con esta banda hace extensas giras por Estados Unidos y Canadá, teloneando o compartiendo escenarios con Big Country, U2 y R.E.M., entre otros. 
En 1990 regresa a la Argentina para unirse a Divididos, con quienes compone y graba los discos "Acariciando lo áspero" y "La era de la boludez", llegando a llenar 14 veces en un año el Estadio Obras Sanitarias, y el Estadio de Vélez en 1994. 
En 1995 se aleja de Divididos y tras un par de años en los que se dedica a dar clases de batería y a grabar en su estudio, comienza a trabajar en lo que se convertiría en su primer producción como músico solista.
"Leaving Las Vergas" fue editado finalmente en 2001, disco en el que participaron Celeste Carballo, Pedro Guerra y Palo Pandolfo; en el cual se destaca "Clark Kan't no puede" como primer sencillo.
En 2005 Gil Solá Con La Participación de Olga Castreno y Carlos Alberto D'Amici como Mánager sacan a la venta "La Suerte y La Palabra". Al mismo tiempo continuó dando clases de batería a través de los años. Participa en el trío “Losavio-Herrera-Gil Solá”.
Junto a la cantante y compositora Laura Ros (1979-) que además es su pareja, presentó un DVD en vivo, llamado "Laura Ros + Fede Gil Solá - Tercer Jueves - Ciclo en vivo", en el cual cada uno interpreta canciones de sus respectivos discos, fusionando el folclore y el rock.
En el año 2017 fue candidato a concejal por Unidad Ciudadana en el partido de Hurlingham. Se ha sumado a ser parte de la lista que encabeza Martín Rodríguez a nivel local y Cristina Fernández de Kirchner a nivel de la Provincia de Buenos Aires, luego de haber obtenido una banca como Senadora en ese año.
En enero de 2018 se sumó al proyecto solista de Palo Pandolfo: "Palo Pandolfo & La Hermandad" como miembro estable de la banda, con la cual ya grabó "El Vuelo del Dragón": un compilado de temas en vivo grabados en el Teatro Margarita Xirgu, que repasa los 30 años de carrera de Palo Pandolfo, desde Don Cornelio y la Zona, pasando por Los Visitantes, y su carrera solista junto a "La Fuerza Suave" y "La Hermandad".

## Discografía con Divididos
- Acariciando lo áspero (1991)
- La era de la boludez (1993)

## Discografía como solista
- Leaving las vergas (2001)
- La suerte y la palabra (2005)
- Operación retorno (2016)